# کبوتردریایی‌های تیره
کبوتردریایی‌های تیره (نام علمی: Ardenna) سرده‌ای از پرندگان دریایی از خانواده کبوتردریاییان است. این گونه‌های کبوتر دریایی با اندازه متوسط در گذشته در سردهٔ کبوتردریایی‌های آب‌شکاف قرار می‌گرفتند.

### گونه‌ها
این سرده شامل هفت گونه زنده است:
| نگاره | نام علمی        | نام رایج             | پراکندگی                                                                  |
| ----- | --------------- | -------------------- | ------------------------------------------------------------------------- |
|       | A. Pacifica     | کبوتر دریایی دم‌باریک | استرالیای شمالی و غربی                                                    |
|       | A. bulleri      | کبوتر دریایی بولر    | در سراسر اقیانوس آرام                                                     |
|       | A. grisea       | کبوتر دریایی دودی    | نیوزلند                                                                   |
|       | A. tenuirostris | کبوتر دریایی دم‌کوتاه | استرالیای جنوبی                                                           |
|       | A. creatopus    | کبوتر دریایی پاصورتی | اقیانوس آرام                                                              |
|       | A. carneipes    | کبوتر دریایی پاگوشتی | جنوب غرب اقیانوس آرام شامل جزیره لرد هاو، استرالیای جنوبی و شمال نیوزیلند |
|       | A. gravis       | کبوتر دریایی بزرگ    | اقیانوس اطلس                                                              |